# Stabilität (Schiffskörper)

Krängung ist die Neigung eines Schiffes um seine Längsachse (x)

Der Begriff Stabilität bezeichnet im Schiffbau und der Nautik die Eigenschaft eines schwimmenden Körpers, beispielsweise eines Schiffes, eine aufrechte Schwimmlage beizubehalten oder sich als Reaktion auf ein krängendes Drehmoment selbständig wieder aufzurichten.

## Stabilität von Seeschiffen

### Beeinflussende Faktoren
Die folgenden Faktoren bestimmen die individuelle Stabilität eines Schiffes.
- Aus Größe und Form des Schiffsrumpfs ergibt sich der Formschwerpunkt, der bei Schiffen Auftriebsschwerpunkt genannt wird.
- Aus der Masseverteilung bestimmt sich der Massenmittelpunkt (Gewichtsschwerpunkt) des Schiffskörpers, der auch variable Anteile enthält: 
  - Ladungsgewicht und Ladungsverteilung (Trimmung), inklusive der jeweiligen Füllstände von Treibstoff-, Ballastwasser- und anderen Tanks
  - Kranlasten
- Dynamisches Verhalten des Schiffes z. B. aufgrund von:
  - Kursänderungen bei höherer Geschwindigkeit
  - dynamischem Auftrieb
  - Verhalten der Ladung z. B.: 
    - Umlagerung von Schüttgut bei Krängung
    - Pendelbewegungen geladener Flüssigkeiten mit freier Oberfläche (Inhalte teilweise gefüllter Tanks)
    - Bewegung von Passagieren

Weitere in Betracht zu ziehende Betriebsbedingungen sind:
- Seegang
- Wind
- Strömungen
- Vereisung des Überwasserschiffs (Eislast)
- Dichte von Salz- gegenüber Süßwasser

### Physikalische Grundlagen

Lage des Gewichtsschwerpunkt (G), Auftriebsschwerpunkt (B) und Metazentrum (M) bei aufrechtem, sowie gekrängtem Schiff

Die grundsätzlichen Parameter der Stabilität eines Schiffes sind der Gewichtsschwerpunkt und der Auftriebsschwerpunkt (auch Form- oder Verdrängungsschwerpunkt), sowie die sich aus ihnen ergebende metazentrische Höhe.
Im Gewichtsschwerpunkt kann man sich die gesamte nach unten wirkende Gewichtskraft des Schiffes auf einen Punkt konzentriert vorstellen. Er  behält bei einer Krängung des Schiffes seine Lage innerhalb des Schiffes bei, solange alle Massen im Schiff an ihrem Ort bleiben. (Wenn beispielsweise Ladung verrutscht oder Wasser einbricht, ändert dies den Gewichtsschwerpunkt).
Im Auftriebsschwerpunkt kann man sich die gesamte nach oben wirkende Gewichtskraft des verdrängten Wassers denken. Er ändert seine Lage bei einer Krängung, weil sich durch die Rumpfform auch die „Form“ des verdrängten Wassers ändert.
Bei aufrechter Schwimmlage des Schiffes liegt der Gewichtsschwerpunkt exakt über dem Auftriebsschwerpunkt. Wird das Schiff durch einen äußeren Einfluss gekrängt, stehen Gewichtsschwerpunkt und Auftriebsschwerpunkt nicht mehr senkrecht übereinander. Es entsteht ein aufrichtendes Drehmoment, welches das Schiff bei Wegnahme des krängenden Einflusses in seine Ausgangslage zurückführt.

### Ermittlung und Bewertung

Hebelarmkurve. GZ entspricht dem aufrichtenden Hebelarm

Die maßgeblichen Kennwerte zur Bewertung der Stabilität eines Schiffes sind die Anfangsstabilität (metazentrische Anfangshöhe), der Stabilitätsumfang und die Fläche unter der Hebelarmkurve. Die metazentrische Höhe ist eine Kenngröße für den aufrichtenden Hebelarm. Der Stabilitätsumfang bezeichnet die rechnerische Krängung des Schiffes in Winkelgraden bis zum Kenterpunkt und die Hebelarmkurve ist eine grafische Darstellung des jeweiligen aufrichtenden Hebelarms über den vollen Krängungsbereich bis zum Kenterpunkt. Der Hebelarm wächst bei zunehmender Krängung erst stärker, dann immer schwächer an und wird bei noch stärkerer Krängung wieder geringer, bis er schließlich den Kenterpunkt erreicht, wenn der Gewichtsschwerpunkt über den Auftriebsschwerpunkt hinauswandert. Mit der Fläche unter der Hebelarmkurve lässt sich nicht nur die Erfüllung der Mindeststabilität belegen, sondern auch eine ungewollt große Stabilität nachweisen.

### Gesetzliche Bestimmungen
Maßgeblich für die Stabilität von Schiffen sind mehrere IMO-Resolutionen. Die bedeutendsten hiervon sind die Resolutionen A.749(18) und MSC.267(85) (2008 IS Code) für die Intaktstabilität von Seeschiffen oder entsprechend die SOLAS-Vorschrift für Passagierschiffe.
Auch wenn die darin formulierten Forderungen nicht bindend sind, haben viele Flaggenstaaten und z. B. auch die EU die Vorschriften der IMO in ihre eigenen Stabilitätsvorschriften übernommen. Handelsschiffe unter deutscher Flagge müssen diesbezüglich allerdings auch die strengeren Vorschriften der See-Berufsgenossenschaft, heute BG Verkehr, erfüllen.
Typische Anforderungen an die Stabilität sind zum Beispiel:
- Mindestgröße der metazentrischer Höhe, der Abstand zwischen Gewichtsschwerpunkt und Metazentrum.
- Fläche unter der Hebelarmkurve.
- Winkel des Maximums der Hebelarmkurve.
- Aufrichtendes Moment bei definiertem Krängungswinkel, wird anhand des wirkenden Helbelarms geprüft.

Die Stabilität wird bereits in der Entwurfsphase eines Schiffes berücksichtigt und u. a. anhand vorgegebener Standard-Ladefälle untersucht. Der Nachweis der Stabilität erfolgt heute in der Regel mittels eines Bordcomputers, der alle Ladungs- und Stabilitätskriterien vorausberechnet. Der Gewichtsschwerpunkt des Schiffes wird experimentell in einem Krängungsversuch bestimmt. Die Rechnung wird bei einer vom Flaggenstaat autorisierten Klassifikationsgesellschaft geprüft und gilt dabei als anerkannt, wenn alle für das betreffende Schiff geltenden Stabilitätsvorschriften eingehalten werden. Die geprüften Stabilitätsunterlagen gehören zu den Borddokumenten.

### Praktische Überlegungen
Das Rollverhalten von Schiffen mit einem großen aufrichtenden Hebelarm nennt man steif, das von Schiffen mit einem geringen aufrichtenden Hebelarm bezeichnet man als weich und ein Schiff mit nur noch sehr geringem aufrichtenden Hebelarm nennt man rank.
Schiffstypen wie Containerschiffe oder Fährschiffe haben, bedingt durch Beladung und Bauart, oft einen unerwünscht hohen Gewichtsschwerpunkt, was eine zu geringe Stabilität zur Folge hätte. Um eine genügende Stabilität zu gewährleisten, wird eine hohe Beladung an Deck daher mit großen Ballastwasserkapazitäten, hauptsächlich in Doppelbodentanks, ausgeglichen. Die gegenteilige Situation findet sich beispielsweise bei Erzschiffen, die in der Regel im beladenen Zustand einen äußerst tief gelegenen Gewichtsschwerpunkt aufweisen. Ein Schiff mit unerwünscht hoher Stabilität hat eine sehr kurze Rollperiode mit kleinen Rollwinkeln, welche durch die hohen auftretenden Beschleunigungen ein Übergehen der Ladung oder Personenschäden begünstigen und die Schiffsverbände sehr stark belasten würde. Hier wird der Gewichtsschwerpunkt durch die Aufnahme von Ballastwasser in Hochtanks nach oben verlegt, um dieses Verhalten zu verbessern.
Die Stabilitätsbewertung eines Schiffes bezieht sich nicht nur auf den reinen Schiffskörper allein, sondern auch auf unterschiedliche und im Betrieb variierende Zustände. Das umfasst in der Hauptsache die Beladung des Schiffes, bei der beispielsweise auf die besonderen Vorschriften für Getreideladungen (die als Bulkladung leicht ins Rutschen kommen) oder auf kleine Krängungswinkel bei Schwergutkolli an Deck Rücksicht genommen werden muss. Weiterhin müssen die sich im Betrieb ändernden Bedingungen insbesondere durch Verbräuche von Bunker, Betriebsstoffen und Frischwasser, sowie durch die Veränderung der Ballastwassermengen von Beginn bis Ende der Reise vorausberechnet werden. Der Einfluss unterschiedlicher äußerer Betriebsbedingungen, etwa durch Winddruck, Seegang, Wasseraufnahme der Decksladung und Wasserstau an Deck, oder Vereisungen in kalten Regionen muss ebenfalls in die Betrachtungen eingehen. Nicht zuletzt muss auch auf innere Einflüsse, wie zum Beispiel auf das Legen von Hartruder bei voller Fahrt, oder auf die mögliche Situation, dass sich alle Passagiere auf eine Seite des Fahrgastschiffes begeben, Rücksicht genommen werden.
Durch Wind und Seegang können während einer Reise weitere sogenannte dynamische Stabilitätsbelastungen entstehen. In der Hauptsache handelt es sich hier um die Einflüsse von starken Windböen, dem Seeverhalten des Schiffes in Seegang und Dünung, sowie auftretenden Rollperiodenresonanzen. Da diese Phänomene aufgrund der zugrundeliegenden hochkomplexen Energiebilanzen nicht ohne weiteres in Formeln zu fassen sind, ist deren Beurteilung immer noch weitestgehend der nautischen Erfahrung der Schiffsführung überlassen. Im Fall von Lecks können sich Gewichtsverteilung wie auch Auftrieb erheblich ändern, so dass ein Schiff kentert, obwohl es noch voll schwimmfähig ist. Aus all dem Vorgenannten ergibt sich, dass die Bewertung der Stabilität von Schiffen umso schwieriger ist, je komplexer es aufgebaut ist und je variabler die Betriebsbedingungen sind.

### Schiffsstabilisatoren
Bei größeren Schiffen, vor allem bei Passagierschiffen, werden häufig Systeme eingesetzt, mit denen sich die Bewegung eines Schiffes an der Längsachse dämpfend beeinflussen, oder wie z. B. mit Flossenstabilisatoren, aktiv steuern lässt.

## Sportboot-Bereich
Im Gegensatz zu Schiffen der Berufsschifffahrt und Marine sind Sportboote häufig einfacher aufgebaut. Oft bestehen sie im Wesentlichen aus einem hohlen Rumpf, gegebenenfalls mit Mast und Segel. In der Praxis genügt daher die Betrachtung weniger Gesichtspunkte: mittlerer Rumpfquerschnitt, Schwerpunkt und/oder ein zusätzliches Stabilisierungsgewicht.

### Segelschiffe
Eine spezielle Betrachtung wert sind Segelboote und -schiffe. Da sie durch ihre Segel eine sehr große Angriffsfläche für den Wind bieten, würden sie ohne geeignete Gegenmaßnahmen schon bei geringen Windstärken einfach umkippen.
Die Stabilität eines Segelbootes hängt wesentlich von der Rumpfform und Gewichtsverteilung des Bootes (inklusive der Besatzung) ab. Es gibt zwei Komponenten, durch die eine Krängung wieder ausgeglichen werden kann. Außer in wenigen Sonderfällen (rein formstabile Boote) setzt sich die Stabilität immer aus beiden aufrichtenden Komponenten zusammen:
- Gewichtsstabilität – ein tief liegender Ballastkiel zwingt das Boot wieder in die aufrechte Lage (Stehaufmännchen-Prinzip).
- Formstabilität – die Form des Rumpfes begünstigt eine Rückkehr in die Ausgangslage.

#### Gewichtsstabilität

Gewichtsstabilität durch Ballastkiel

Bei Segelschiffen und Segelyachten wirkt ein Ballastkiel als Gegengewicht der Krängung entgegen. Dieser enthält bis zu 50 % der Masse des Schiffes und bewirkt so ein aufrichtendes Moment. Eine gewisse Krängung unter Segeln – je nach Bauart des Schiffes von 20 bis 45° – ist bei diesen Schiffen normal und stellt keine Gefahr für das Schiff dar. Im nebenstehenden Bild ist G der Gewichtsschwerpunkt (Schwerpunkt des Bootes) und A der Formschwerpunkt (Schwerpunkt der verdrängten Wassermasse). Für mechanische Betrachtungen kann man sich die Gewichtskräfte als im Punkt G vereinigt denken und die Auftriebskräfte als im Punkt A. Mit zunehmender Krängung wandert der Gewichtsschwerpunkt weiter nach außen und es erhöht sich damit das aufrichtende Drehmoment. Manche Segelschiffe richten sich daher selbst bei einer Krängung von mehr als 120° noch selbstständig wieder auf. Erst durch sehr hohen Wellengang können sie mit dem Kiel nach oben gedreht werden und gelten daher als kentersicher. Dringen allerdings größere Mengen Wasser ins Bootsinnere, sinken sie wegen des hohen Ballastgewichts. Verliert ein solcher Rumpf, beispielsweise nach einer Grundberührung, seinen Ballastkiel, so ist kaum mehr Stabilität vorhanden und das Kentern faktisch nicht mehr zu verhindern.

#### Formstabilität

Formstabilität

Im Unterschied zu Kielyachten sind die meisten Jollen überwiegend formstabil. Das (meist ausklappbare) leichte Schwert einer Jolle hat keinen nennenswerten aufrichtenden Effekt. Auch Katamarane oder Trimarane haben aufgrund ihrer Breite eine hohe Formstabilität.
Im nebenstehenden Bild ist G der Gewichtsschwerpunkt (Schwerpunkt des Bootes) und A der Formschwerpunkt (Schwerpunkt der verdrängten Wassermasse). In diesen Punkten kann man sich die Gewichts- bzw. Auftriebskräfte vereinigt denken. Für die Formstabilität ist die Lage von A ausschlaggebend.
Bei aufrechter Lage des Bootes wird auf beiden Seiten des Rumpfes gleich viel Wasser verdrängt. A befindet sich dann mittig im Rumpfquerschnitt, es entsteht kein Drehmoment. Mit zunehmender Krängung (siehe Bild) wird Wasser vor allem auf einer Seite des Rumpfes verdrängt. Dadurch wandert A nach außen, es entsteht ein Drehmoment. Je breiter das Boot ist, desto weiter wandert A nach außen und desto stärker ist das aufrichtende Drehmoment. Wenn die Krängung zu groß wird, nimmt das Drehmoment allerdings wieder ab, weil dann der breite Rumpf gekippt ist und A wieder näher zur Mitte liegt. Eine leichte Krängung wird daher durch das kräftige aufrichtende Drehmoment kompensiert („Wasserwiderstand“), während eine zu starke Krängung zum Kentern des Bootes führt. Katamarane kentern, wenn die Krängung 90° erreicht.
Es gibt sogar Beispiele für komplett formstabile Bootstypen mit negativer Anfangsstabilität. Diese haben im Ruhezustand keine aufrechte Schwimmlage.

#### Gegenmaßnahmen bei großer Krängung

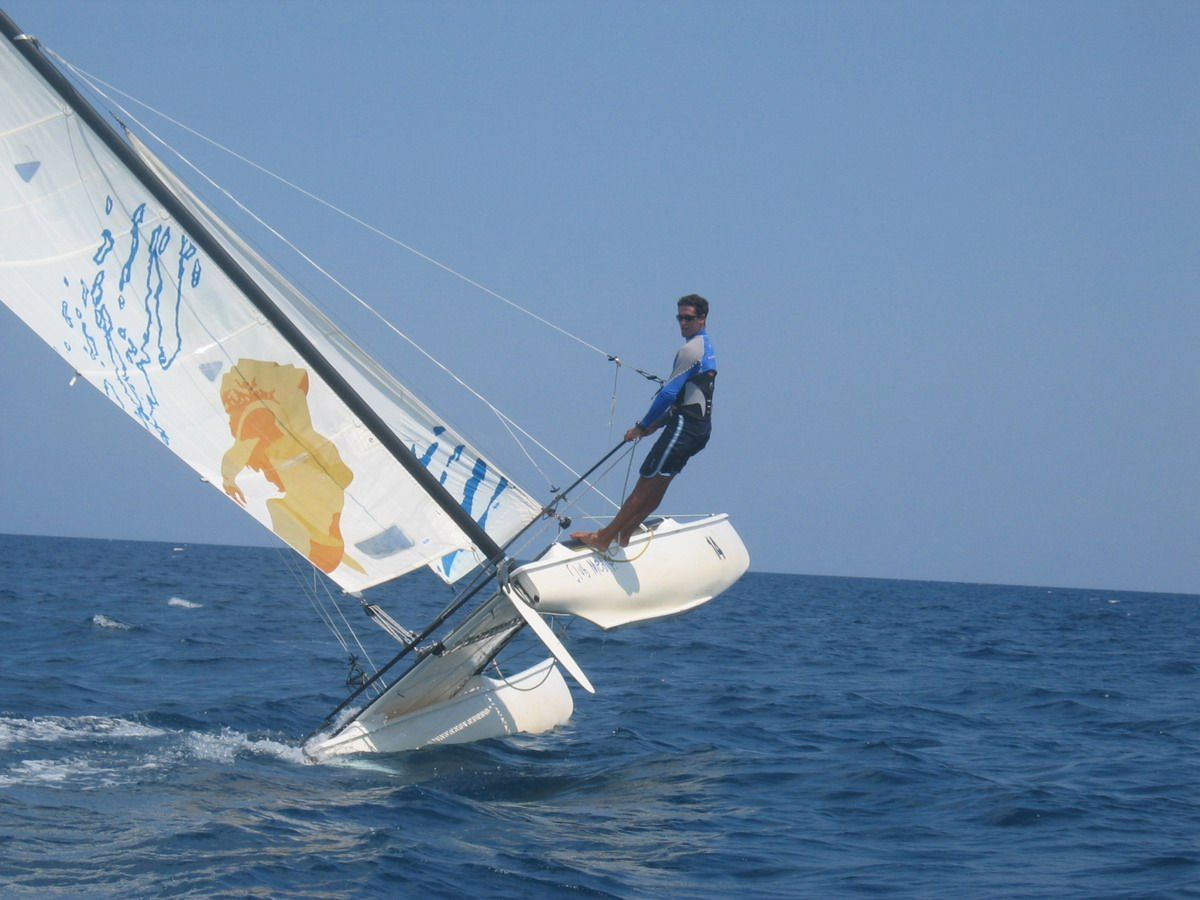
Ein Segler hängt im Trapez, um den Katamaran auszubalancieren.

Sowohl bei Kielbooten als auch bei Katamaranen oder Jollen kann die Krängung reduziert werden, indem sich die Crew „auf die hohe Kante setzt“, das heißt sich im Luv an die Reling setzt, oder die Segelfläche reduziert wird (Reffen). Bei sportlich gesegelten Jollen hängt sich die Crew in ein Trapez, um weiter nach Luv ausreiten zu können. Beim sportlichen Segeln von Jollen kann eine Kenterung schon mal vorkommen. Sie sind im Gegenzug mit Schwimmkörpern ausgerüstet, so dass sie trotz Kenterung nicht sinken. Jollen sind dennoch nicht für die Hochsee geeignet und selbst gute Jollensegler werden bei angekündigten Windstärken von mehr als 6 nicht mehr ablegen.
Durch die Krängung wird automatisch die wirksame Segelfläche reduziert, auch die Form des Rumpfes bevorzugt einen bestimmten Krängungswinkel, bei dem das Schiff die höchste Geschwindigkeit erreichen kann. Daher wird durch starke Krängung das Schiff langsamer, zudem wird der Aufenthalt an Bord ungemütlicher. Auch steigt die Gefahr, dass es durch zu starke Krängung zu einem sogenannten Sonnenschuss kommt und das Schiff „aus dem Ruder läuft“ und „in den Wind schießt“. Noch schlimmer ist es, wenn die Nock des Großbaums ins Wasser eintaucht, was zu schweren Schäden am Rigg führen kann. Daher kann durch rechtzeitiges Reffen – trotz verkleinerter Segelfläche – die Geschwindigkeit zunehmen.

### Motorboote

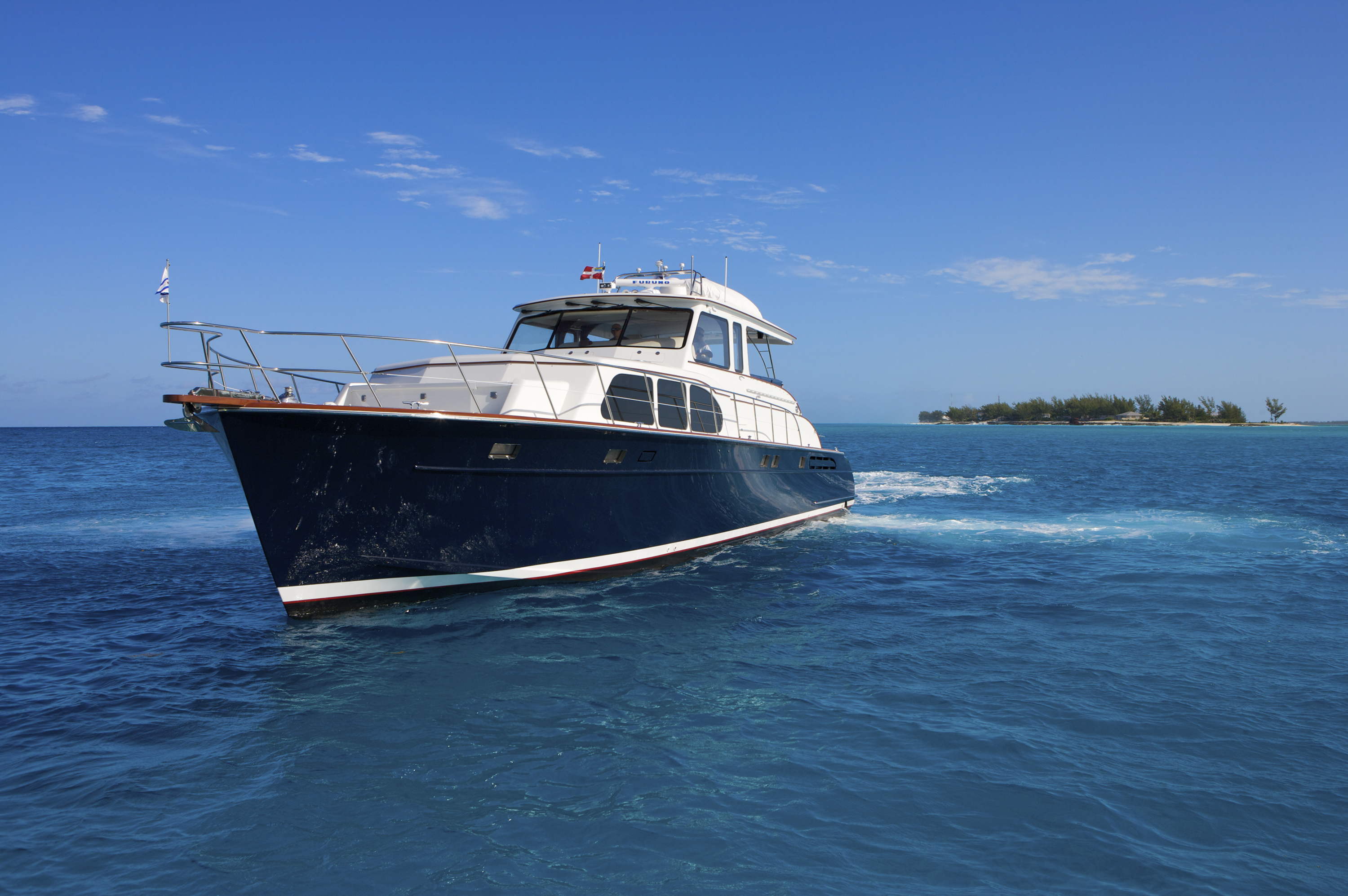
Typische Motoryacht mit Steuerstand auf dem Dach

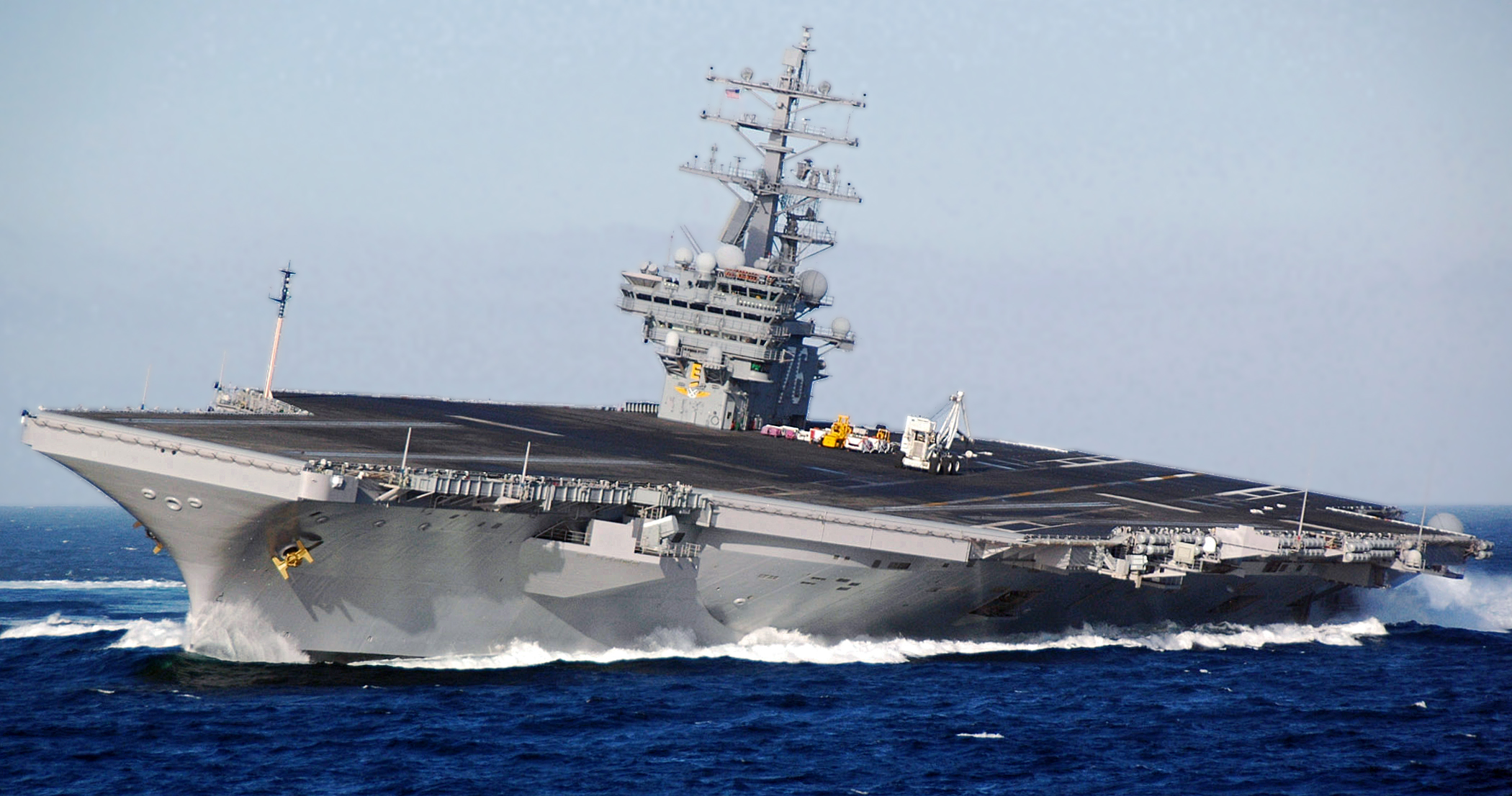
Der Flugzeugträger Ronald Reagan krängt während Rudertests.

Motorboote für die Freizeitschifffahrt sind fast ausschließlich formstabile Boote, sie haben einen breiten und flachen Rumpf mit einem relativ tiefen Schwerpunkt. Motorboote können kentern, wenn mit hoher Geschwindigkeit enge Kurven gefahren werden. Bei starken seitlichen Winden bieten sie typischerweise eine größere Angriffsfläche als eine Segelyacht ohne Segel, da sie mehrere Decks aufweisen. Kommen dann noch entsprechende Wellen hinzu, wird es für eine Motoryacht ebenfalls gefährlich.

### Kenterwinkel
Je nachdem, wie sich ein bestimmtes Boot bei verschiedenen Krängungswinkeln verhält, spricht man von hoher Anfangs- bzw. Endstabilität. Auf die Endstabilität bezieht sich der dynamische Kenterwinkel, ab dem der Winkel auch ohne äußere Momente, wie Winddruck, zunimmt. Dabei wandert der Auftriebsschwerpunkt unter dem Gewichtsschwerpunkt durch. Bei gewichtsstabilen Kielyachten liegt dieser Kenterwinkel meist zwischen 110° und 160°, bei Schwertjollen dagegen in der Regel unter 90°, wodurch letztere leicht mit dem Schwert nach oben stabil im Wasser liegen bleiben, während Kielyachten in der Regel schnell durchkentern.